# Dr. G y las mujeres
Dr. G y las mujeres es una serie de televisión venezolana producida y transmitida por RCTV en el año 2007. Está protagonizada y escrita por Luis Fernández y Ámbar Díaz, bajo la escritora encargada por Adriana Bertorelli, y la dirección general de Olegario Barrera, esta serie emitido por 15 episodios. Todos los viernes a las 8:00 p. m..

## Sinopsis
Gabriel Andrade Niño, más conocido como "Dr. G", es un atractivo y mediocre psicólogo que puede invertir todo el dinero que tiene en montar su consultorio en la clínica más prestigiosa de la ciudad, convencido de que su carisma y poder de seducción le servirán para cumplir el sueño de convertirse en un "psiquiatra famoso". Con lo que no contaba el "Dr. G" es que a pesar de poseer esas "grandes virtudes" el único paciente anotado en su agenda es Susy, su hermana menor, quien sueña con ser actriz y ejercita su talento, haciéndose pasar por una paciente que sufre de múltiples trastornos de personalidad. Dolores, la recepcionista, está convencida de que el "Dr. G" tiene un gran talento que por alguna razón que desconoce se ha mantenido oculto a la comunidad médica. De esta manera, decide emprender una campaña para captarle adeptos trastornados. En paralelo, Gabriel descubre que gracias a su experiencia en el amor con las féminas, posee una extraña habilidad que le permite traducir las palabras que escucha de una mujer y lo que ésta verdaderamente quiere decir.
Desde este momento, él se sumerge en un proceso poco ortodoxo de análisis, diagnóstico y tratamiento.

## Elenco
- Luis Fernández - Gabriel Andrade Niño "Dr. G"
- Ámbar Díaz - Dolores Grandes
- Chantal Baudaux - Susana "Susy" Andrade Niño
- Nacarid Escalona - Florencia "Florence" García
- Gioia Lombardini - Esperanza
- Yenny Noguera - Edelmira
- Erick Noriega - Dr. Nicomedes Estrada
- Sandra Martínez - Gloria
- Liliana Meléndez - Monserrat
- Roxana Diaz - Mercedes
- Roberto Messuti - Jhonny
- Emma Rabbe - Marta sanchez
- Margarita Hernández

## Lista de episodios
- Capítulo 1:  Yo soy la mala
- Capítulo 2:  Hasta que la vida nos separe
- Capítulo 3:  Astrológicamente P...
- Capítulo 4:  Mi vida en el closet
- Capítulo 5:  Cibernéticamente Zorra
- Capítulo 6:  Mujer infiel
- Capítulo 7:  Dolor verdadero
- Capítulo 8:  La maldad de una mujer
- Capítulo 9:  Miénteme más
- Capítulo 10: Fin de mundo
- Capítulo 11: La mujer que soy
- Capítulo 12: Defectos especiales
- Capítulo 13: ¿Qué te has creído tú, que yo no valgo?
- Capítulo 14: Madre, solo hay una
- Capítulo 15: Vive intensamente (capítulo final)

## Tema musical
- No eres tú - interpretado por: Caramelos de Cianuro.

## Libretos de escritores
- Historia original: Luis Fernández
- Escrita por: Luis Fernández, Adriana Bertorelli

- Datos: Q30900727